# Distretto elettorale di Anamulenge
Il distretto elettorale di Anamulenge è un distretto elettorale della Namibia situato nella Regione di Omusati con 13.410 abitanti al censimento del 2011. Il capoluogo è la città di Anamulenge.